# Eikelandsfjorden (Fusa)
 For alternative betydninger, se Eikelandsfjorden. (Se også artikler, som begynder med Eikelandsfjorden)
Eikelandsfjorden er en 6,5 km lang fjordarm af Fusafjorden og Bjørnafjorden i Fusa kommune i  Vestland fylke i Norge. Kommunecenteret Eikelandsosen ligger inderst i fjorden. 
Fjorden har indløb mellem Stølsneset ved Gjerdavik, nord for bygden Fusa i sydøst, og Altanesodden i nordvest. Vest for Altanæsset ligger Ådlandsfjorden. På nordsiden af fjorden ligger bygderne Havskår og Helland, og på sydsiden ligger Bergegrend. Eikelandsfjorden har nogle få holme: Austestadholmene ved Austestad, en holm ved Bergegrend og Havskårholmen ved Havskår.